# Alexander Rothuber
Alexander Rothuber (* 13. April 1931; † 23. Oktober 2010) war ein deutscher Fußballspieler und -trainer.

## Werdegang
Rothuber, der auf der Position des Torhüters spielte, kam 1951 vom SC Bruckmühl zu Eintracht Frankfurt. Dort spielte er in insgesamt 54 Ligaspielen in der Fußball-Oberliga. 1953 feierte er den Gewinn der Süddeutschen Meisterschaft. 1957 gewann er mit Frankfurt den Flutlicht-Pokal. In seiner letzten Saison 1957/58 kam er dabei zu keinem Einsatz mehr.
1958 ging Rothuber zu Borussia Fulda, wechselte aber bereits ein Jahr später zum FC Hanau 93, wo er bis 1963 im Tor stand. Nachdem er kurz darauf seine aktive Fußballkarriere beendet hatte, wurde er Trainer und trainierte beim VfB Unterliederbach, der SG 01 Hoechst, beim SV Wiesbaden und dem FC Hanau 93. Zudem war er als Nachwuchstrainer bei Eintracht Frankfurt aktiv.